# Power (singel Ellie Goulding)
Power – drugi singiel z czwartego studyjnego albumu brytyjskiej piosenkarki Ellie Goulding pt. Brightest Blue wydany przez wytwórnię Polydor Records 21 maja 2020 roku. 
21 maja 2020 odbyła się premiera singla na serwisach streamingowych oraz premiera teledysku do singla Power na oficjalnym koncie YouTube artystki. 
Ellie Goulding o piosence: „Bardzo mi zależało, by wydać ten utwór przed premierą płyty, bo to dobre wprowadzenie do świata stworzonego na tym wydawnictwie. Power opowiada o związkach w XXI wieku, jak mogą być rządzone przez media społecznościowe, powierzchowność i rzeczy materialne. Randkowanie może rozpocząć się od kłamstw lub ubarwień. Dziewczyna z piosenki jest rozczarowana miłością i okrutnymi, świetnie wyglądającymi, mającymi obsesję na swoim punkcie ludźmi, na których trafia.”

## Lista utworów
- Digital download (21 maja 2020)[2][3]

1. Power – 3:11

## Teledysk
Teledysk do singla z powodu ogólnokrajowego lockdownu został w pełni nakręcony w domu Ellie Goulding w Londynie. Reżyserią zajęły się Imogen Snell  i Riccardo Castano z ISSTUDIO.
Wideo klip swoją premierę miał 21 maja 2020 na oficjalnym kanale YouTube artystki. 

## Notowania na listach przebojów
| Kraj            | Lista (2020)                                   | Najwyższa pozycja |
| --------------- | ---------------------------------------------- | ----------------- |
| Belgia          | (Ultratip Wallonia)                            | 43                |
| Nowa Zelandia   | Nowa Zelandia Hot Singles (Recorded Music NZZ) | 31                |
| Polska          | (Polish Airplay Top 100)                       | 56                |
| Wielka Brytania | UK Singles Chart (Official Charts Company)     | 86                |
| Szkocja         | Hot Digital Songs (Billboard)                  | 52                |

## Historia wydania
| Państwo | Data         | Wytwórnia       | Format           |
| ------- | ------------ | --------------- | ---------------- |
| Świat   | 21 maja 2020 | Polydor Records | digital download |